# Bistrița (stad)

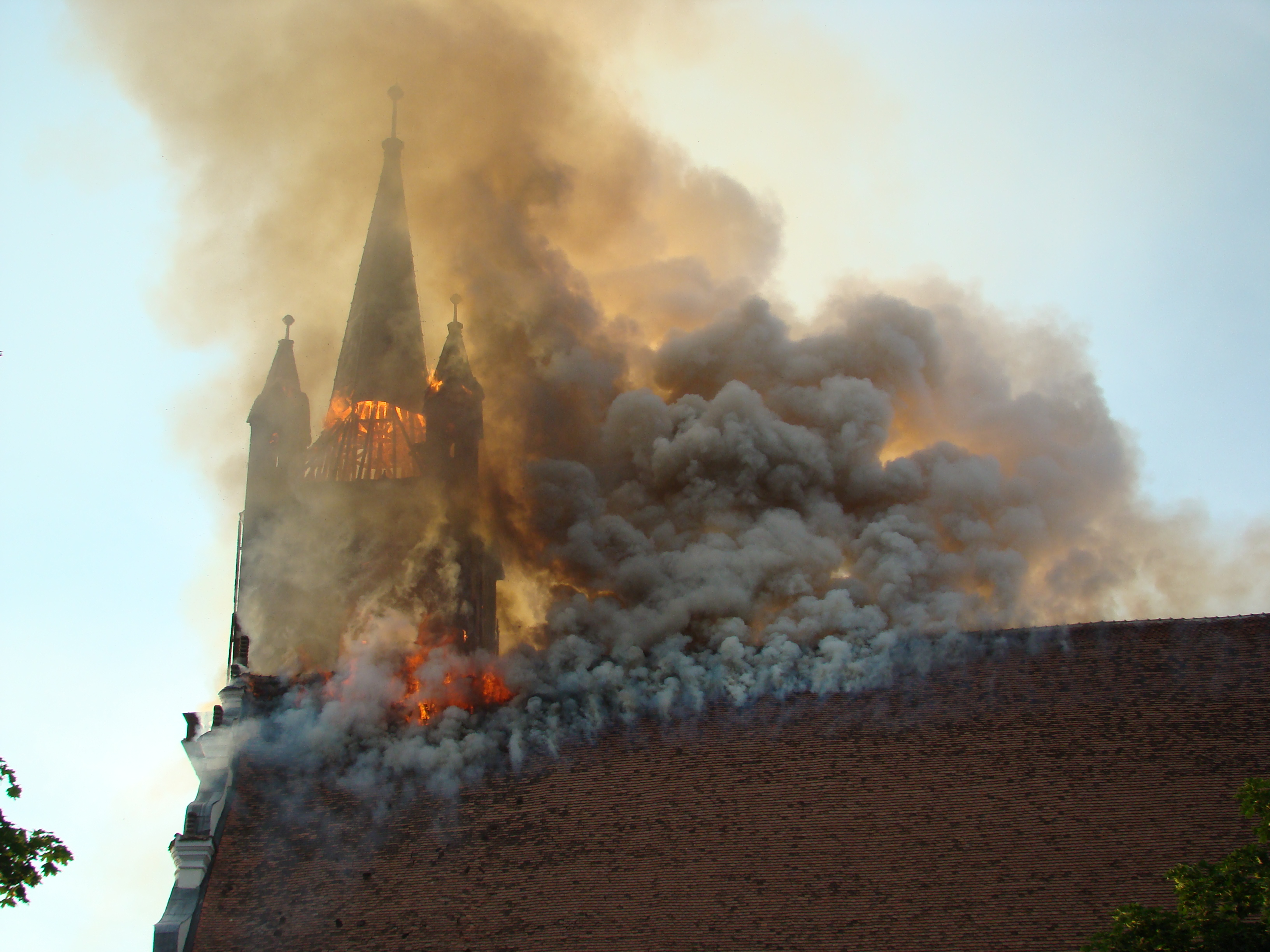
Kerkbrand op 11 juni 2008

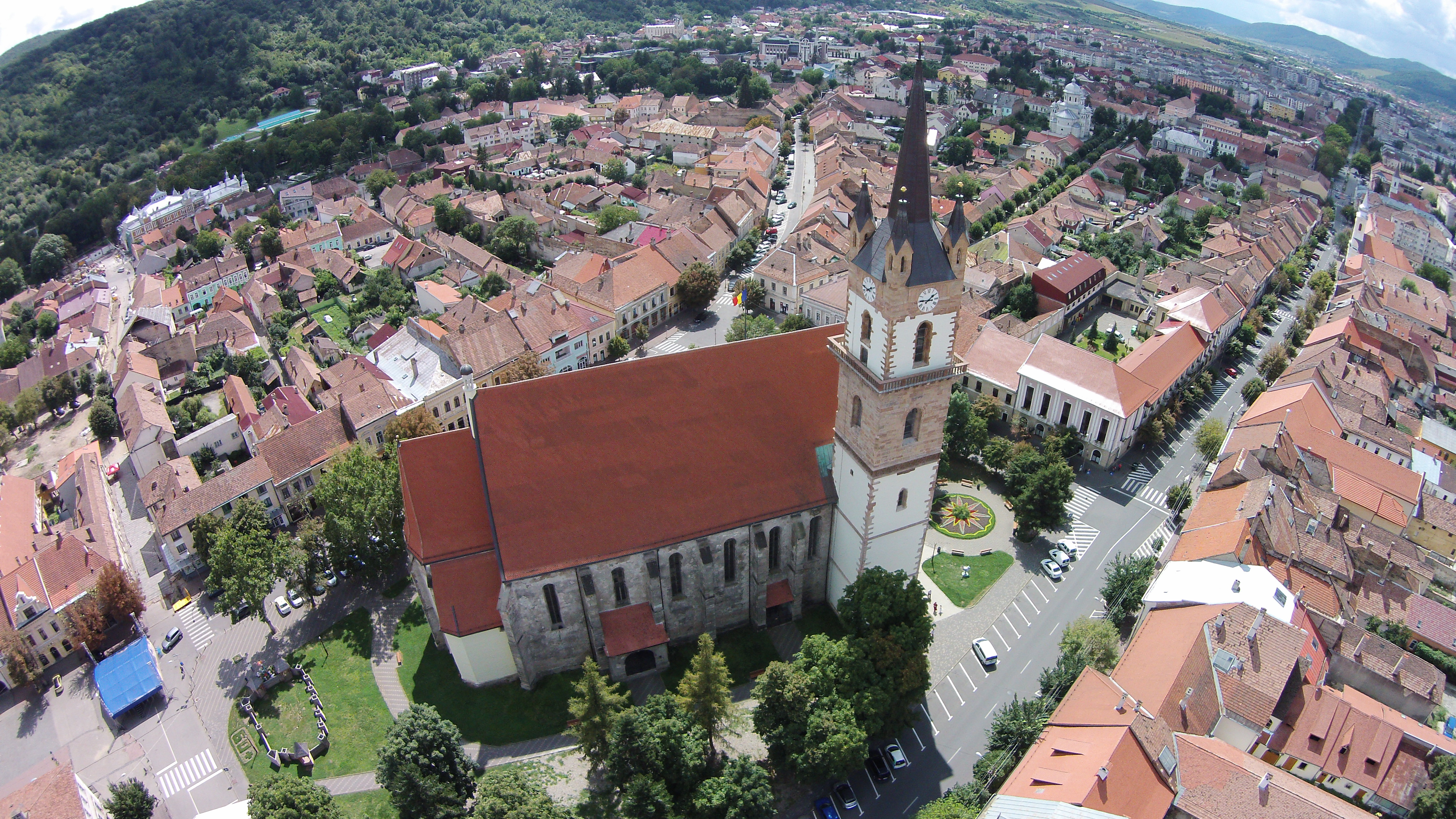
Herstelde kerk in 2014

Bistrița (Duits: Bistritz, Hongaars: Beszterce) is een stad en gemeente in het noorden van Roemenië met ongeveer 89.000 inwoners, behorend tot het landsdeel Transsylvanië. De stad ligt aan de gelijknamige rivier en aan de voet van het Bârgău- en het Călimangebergte, die beide deel uitmaken van de Oostelijke Karpaten.
Rond de stad liggen in de gemeente Bistrita de volgende dorpen: Ghinda (Windau; Vinda), Sărata (Salz; Sófalva), Sigmir (Schönbirk; Szépnyír), Slătiniţa (Pintak; Pinták), Unirea (Wallendorf; Aldorf) en Viişoara (Heidendorf; Besenyő).

## Geschiedenis
Het gebied is al bewoond sinds de late steentijd. De Zevenburgse Saksen hadden er vanaf 1206 de nederzetting Nösen, dat het centrum werd van het Nösnerland, dat tot op heden Duitse inwoners heeft. Nösen werd door de Mongolen in 1241 verwoest. Bistriţa werd herbouwd en ontwikkelde zich tot de voornaamste Saksische stad van Noord-Zevenburgen. Het lag op een kruispunt van verschillende handelswegen: langs de rivier de Bistriţa kon via de Bârgăupas Moldavië worden bereikt. In 1330 werd Bistrița een Vrije Koninklijke Stad. Zij kreeg in 1353 een eigen wapen. In 1465 werd Bistrița omgeven door een muur met achttien verdedigingstorens. De kerk van de stad was oorspronkelijk een kerkburcht. De verdedigingswerken werden vanaf 1856 grotendeels ontmanteld.
In 1920 ging de stad voor het eerst deel uitmaken van Roemenië.

## Bevolking
Sinds Bistrița tot Roemenië behoort is het aandeel van de Roemenen in de bevolking aanzienlijk toegenomen. De bevolking van Bistrița was aan het begin van de 20e eeuw nog bijna voor de helft Duits. Hun aandeel is gedecimeerd doordat de meeste Duitsers vluchtten in 1944.
In 1910 had Bistrița 13.236 inwoners: 5835 Duitsers, 4470 Roemenen en 2824 Hongaren. In 1992 registreerde men 87.710 inwoners: 78.833 Roemenen, 6369 Hongaren, 1866 Roma en slechts 545 Duitsers.
In 2011 was de bevolking gedaald tot net iets boven de 70.000 inwoners. De Hongaren vormen met 4000 personen (circa 6%) de belangrijkste minderheid. De Duitsers zijn vrijwel geheel uit het stadsleven verdwenen.

### Hongaarse gemeenschap
In 2015 wist het enige Hongaarse lid van de gemeenteraad van de stad een bijzondere beslissing te forceren. Vanaf het schooljaar 2015-2016 zal er een afzonderlijke Hongaarstalige school worden opgericht. Tussen 1940 en 1945 bestond er ook een Hunyadi János Gymnasium, de nieuwe school krijgt ook deze naam.
Het dorp Sărata (Salz; Sófalva) heeft een Hongaars karakter , het had in 2011 998 inwoners, 237 Hongaren (24,5%).

## Stadsbeeld en bezienswaardigheden
Bistrița heeft een historisch marktplein (Piața Centrala), waaraan huizen met arcaden staan. Het opvallendste gebouw aan het plein is de Saksische lutherse kerk, die in de 14e eeuw werd gebouwd in gotische stijl en later door Petrus Italus in renaissancestijl werd verbouwd. De (scheve) toren is met ruim 76 meter de hoogste kerktoren van Roemenië, in juni 2008 werd de toren verwoest door een grote brand. Inmiddels is de toren weer gerestaureerd. Een ander renaissancebouwwerk is het Huis van de Zilversmeden (Casa Argintarului) aan het marktplein. Van de middeleeuwse verdedigingswerken resteren delen van de stadsmuur en één toren (de Kuiperstoren, Turnul Dogarilor). De oudste kerk van de stad is de orthodoxe kerk op het Piața Unirii, die uit 1280 dateert en oorspronkelijk van de franciscanen was.
Het districtsmuseum van Bistrița-Năsăud is ondergebracht in een 19de-eeuwse kazerne. Er zijn onder meer Thracische, Keltische en Saksische voorwerpen te bezichtigen.
Bistrița en omgeving spelen een belangrijke rol in Bram Stokers boek Dracula. De romanfiguur Jonathan Harker sliep er in het hotel Golden Krone. Met het oog op de toeristen is er later daadwerkelijk een hotel met die naam (Coroana de aur) gekomen.

## Transport
Vanuit Boekarest is Bistrița per nachttrein te bereiken. Ook vanaf Cluj-Napoca zijn er verschillende treinverbindingen. De stad is een overstapplaats voor passagiers van langeafstandsbussen.

## Geboren
- Viorel Moldovan (1972), voetballer
- Gabriela Szabó (1975), hardloopster